# William Augustinus
William Anthon Henry Augustinus (født 16. marts 1866 i København, død 24. oktober 1925) var en dansk fotograf, skuespiller, dramatiker, instruktør og forfatter.

## Biografi
Han var søn af Ludvig Augustinus og yngre bror til Christian Augustinus.
William Augustinus begyndte som skuespiller ved Casino og Sønderbro Teater. Han blev senere fotograf med atelier i Karel van Manders Gård på Østergade 15 i København. Derudover havde Augustinus et mindre litterært forfatterskab. Han var instruktør ved Nordisk Film i forsommeren 1911, men blev samme år afskediget. Omkring 1913 arbejdede han som filminstruktør i Tyskland.
Han er begravet i familiegravstedet på Frederiksberg Ældre Kirkegård.

## Værker

### Som forfatter og dramatiker
- Mariane Brammers Fabrik (1902)
- Vildspor (1903)
- Mumien (1906, dramatik)
- Foraar i Luften (farce, premiere 18. maj 1921 på Røde Kro Teater)

### Som filminstruktør
- Den sorte Hætte (1911)
- Dyrekøbt Ære (1911)
- Godt klaret (1911)
- Operationsstuens Hemmelighed (1911)
- Røveriet paa Væddeløbsbanen (1911)
- En bevæget Bryllupsnat (1911)
- Hævnen er sød (1911)
- Stævnemødet i Frederiksberg Have (1911)
- Lad være at blinke (1911)
- Troskabsprøven (1911)
- Den uundgaaelige Jensen (1911)
- Tvillingebrødrene (1911)
- Hævnen hører mig til (1911)
- Smæklaasen (1911)
- For hendes Skyld (1911)
- Frelserpigen (1911)
- Den hvide Tulipan (1911)
- Kreditten leve (1911)
- Lægens Hustru (1911)
- Mislykket Optagelse af levende Billeder (1911, også manuskriptforfatter)
- Skæbnens Hjul (1911)

## Ekserne henvisninger
- William Augustinus på Internet Movie Database (engelsk)
- William Augustinus på Filmdatabasen
- William Augustinus på danskefilm.dk
- William Augustinus på danskfilmogtv.dk
- CV hos Litteraturpriser.dk

1. ↑  Gravsteder på Frederiksberg Ældre Kirkegård – A (Webside ikke længere tilgængelig)